# Уайт-ривер (племя)
Уайт-ривер — община индейцев, говорящих преимущественно на языке верхние танана. Основным поселением является Бивер-Крик, Юкон, Канада. В настоящее время численность общины составляет 137 человек. Община до сих пор не подписала соглашения о самоуправлении и управляется в рамках Акта об индейцах.

## История
Верхние танана жили на границе Юкона и Аляски вместе с племенем северные тутчоне и говорили на языке атабаски. Традиционная территория площадью 1,3 млн.га простиралась к северо-западу от озера Клуэйн до границы с Аляской и включала пойму рек Донъек и Уайт-Ривер, а также самую высокую точку Канады — гору Логан. Преимущественным местом поселений были ручьи Снаг-Крик и Скотти-Крик.
После строительства аляскинской трассы в 1942 году индейцы поселились вдоль неё. В 1961 году правительство Канады объединило общину с общиной Клуэйн и переселило в Беройш-Лендинг. Община переселилась в Бивер-Крик в 1991 году, когда официально отделилась от общины Клуэйн.
В связи с тем, что община живёт не на своей территории, она не может подписать соглашение о самоуправлении и ищет другие пути самоорганизации, одним из которых является получение земли в резервацию.

## Поселение Бивер-Крик

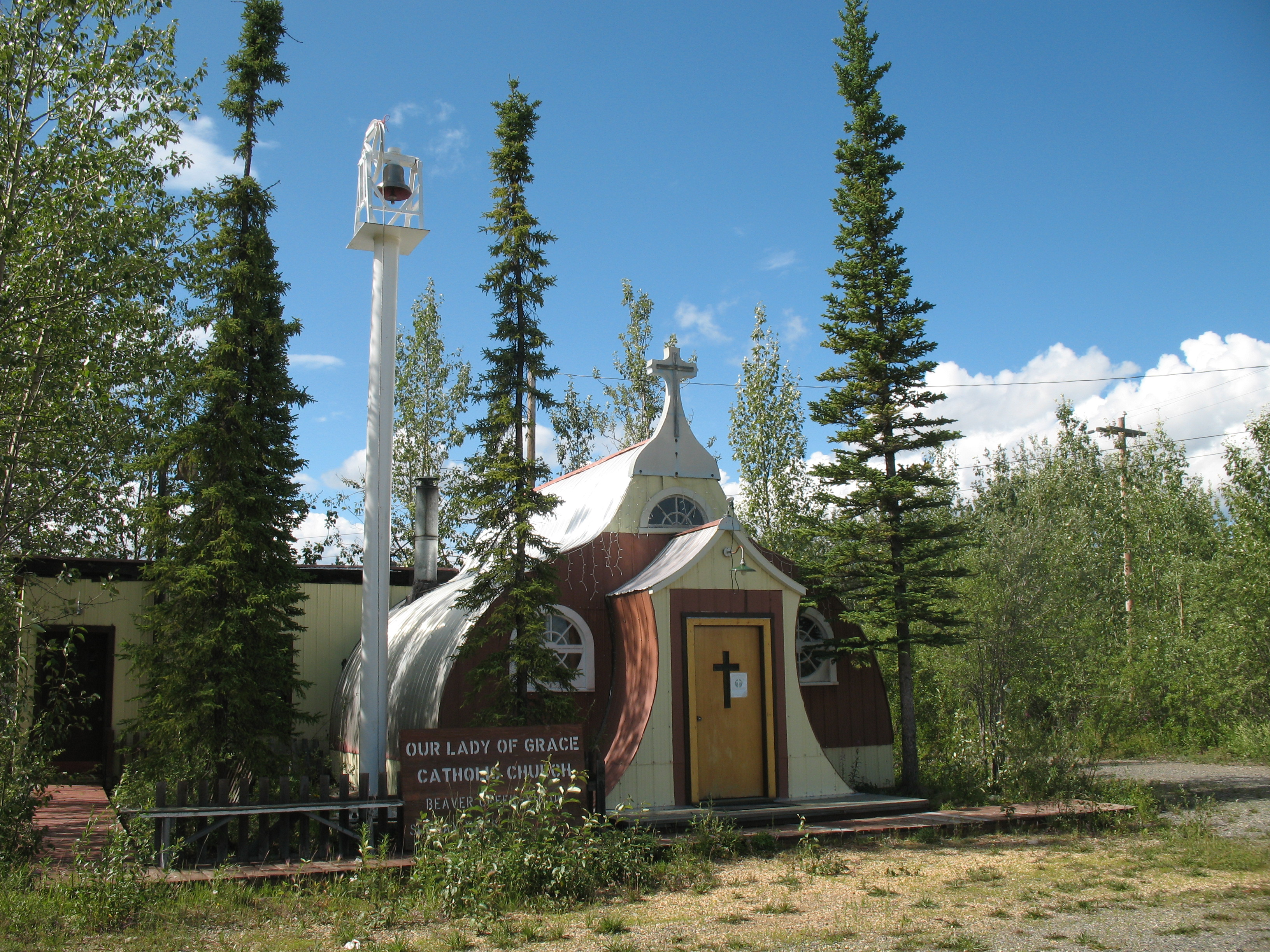
Церковь в Бивер-Крик.

Поселение Бивер-Крик является самым западным населённым пунктом Канады и одним из самых удаленных поселений Юкона. По данным переписи населения 2006 года в нём проживает 112 человек , из них представители общины Уайт-Ривер составляют не более 90 человек.